# Ennio Morlotti
Ennio Morlotti (* 21. September 1910 in Lecco; † 15. Dezember 1992 in Mailand) war ein italienischer Maler. Er war ein Vertreter der Abstrakten Malkunst Italiens.

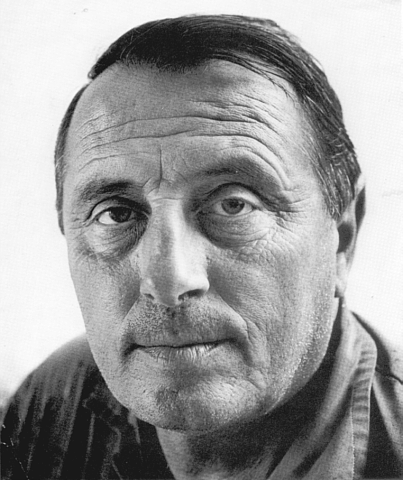
Ennio Morlotti

## Biographie
Ennio Morlotti studierte Kunst in den Jahren 1936 bis 1937 an der „Accademia di Belle Arti di Firenze“ (Florenz). Nach dem Studium unternahm er eine Studienreise nach Paris. Im Jahr 1939 studierte er an der „Accademia di Brera“ in Mailand. Ennio Morlotti war Mitglied der Künstlerbewegung «Corrente». Nach einer weiteren Studienreise nach Paris im Jahr 1947 beteiligte sich Morlotti an der «Fronte Nuovo delle Arti».
Nach 1952 gehörte Ennio Morlotti der italienischen Künstlergruppe “Gruppo degli Otto” zusammen mit den Künstlern Afro Basaldella, Renato Birolli, Antonio Corpora, Emilio Vedova, Giuseppe Santomaso, Giulio Turcato und Mattia Moreni an.
Morlotti unternahm noch zahlreiche Studienreisen nach Frankreich, Deutschland und England. Seine Werke wurden in zahlreichen Städten Europas und Amerikas ausgestellt. Er war Teilnehmer der documenta 1 im Jahr 1955 und der documenta II im Jahr 1959 in Kassel.

## Werke in Museen
- MAC di Lissone
- Galleria d’arte moderna e contemporanea, Bergamo
- Museo d’arte MAGA, Gallarate
- Museo Carandente, Palazzo Collicola - Arti visive, Spoleto
- Museo Novecento, Florenz
- MAGI ’900 di Pieve di Cento
- Galleria civica Ezio Mariani, Seregno